# Pedro García de la Huerta Matte
Pedro García de la Huerta Matte (Santiago, 3 de junio de 1903 - 24 de abril de 1994) fue un profesor, abogado y político liberal chileno.

## Biografía
Hijo de Pedro García de la Huerta Izquierdo y de Ana Matte Gormaz. Educado en el Instituto Nacional y cursó Pedagogía en Historia y Geografía en el Instituto Pedagógico de la Universidad de Chile, donde se tituló de profesor en 1924. Cursó además Leyes en la misma Universidad, graduándose de abogado en 1925 con una tesis titulada “Improcedencia de la extradición por crímenes y delitos políticos”.
Se desempeñó como profesor, abogado y agricultor. Consejero de la Compañía de Seguros La Trasandina. Propietario del Stud La Divisa y del fundo “Casas Viejas”' de San Bernardo. Profesor de Derecho Constitucional en la Facultad de Derecho de la Universidad de Chile (1935-1950).

## Carrera política
Militante del Partido Liberal (1935-1960). Fue elegido Diputado por la 8ª agrupación departamental de Melipilla, San Antonio, San Bernardo y Maipo (1937-1941), integrando la comisión permanente de Constitución, Legislación y Justicia.
Reelecto Diputado, esta vez por la 10.ª agrupación departamental de San Fernando y Santa Cruz (1941-1945), integrando la comisión permanente de Agricultura y Colonización. 

## Otras actividades
Fue socio y director del Club de La Unión en varios períodos. Miembro del Club Hípico de Santiago y consejero de la Sociedad Nacional de Agricultura.
Se dedicó también a la crianza de caballos pura sangre, en el haras "La Divisa" de Lo Espejo. Viajó a Brasil, Estados Unidos y Canadá con sus caballos de carrera.